# 陈思谦墓
陈思谦墓，位于中国广东省汕头市汕头市金平区  江街道桥头居委石城山，为汕头市的一个市、县级文物保护单位，类型为古墓葬，公布时间为2005年8月16日。
陈思谦墓的历史年代为明代。